# Ermessenda von Carcassonne

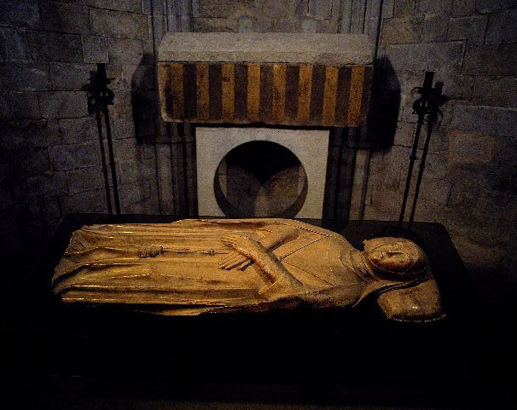
Grabmal von Ermessenda von Carcassonne

Ermessenda von Carcassonne (auch Ermensine) (katal. Ermessenda de Carcassona) (* zwischen 975 und 978; † 1. März 1058 in Sant Quirze de Besora) war Mitregentin ihres Gatten Raimund Borrell über die Grafschaft Barcelona und die zugehörigen Gebiete in Katalonien. Nach dessen Tod regierte sie im Namen ihres unmündigen Sohnes Berengar Ramon I. Auch nach dessen Volljährigkeit nahm sie teil an der Herrschaft. Nach seinem Tod war sie Regentin für ihren Enkelsohn Raimund Berengar I. Nach schweren Konflikten mit diesem, verzichtete sie kurz vor ihrem Tod auf die politische Teilhabe. Sie trat außerdem als Förderin der Kirche hervor.

## Herkunft
Sie war die Tochter von Roger I. von Carcassonne und der Mutter Adelaise de Rouergue. Der Vater dehnte den Einfluss seines Hauses spürbar aus. Sie selbst heiratete um 993 den Grafen Ramon Borell von Barcelona.

## Mitregentin ihres Mannes
Ermessenda beteiligt sich schon zu Lebzeiten ihres Mannes an den Regierungsgeschäften. Sie begleitete ihn sogar 1015 bei einem Feldzug an den Ebro. Ebenso war sie ein Jahr später beim Besuch des muslimischen Hofes von Saragossa zugegen. Sie saß teilweise alleine, teilweise zusammen mit ihrem Mann dem Gericht vor. Sie setzte 1010 die Ernennung ihres Bruders Pere zum Bischof von Girona und die Einsetzung von Abt Oliba zum Koadjutor des Bistums Vic durch. Beide gehörten bereits zu Lebzeiten ihres Mannes zu ihren Getreuen.
Ihr Mann hat ihre Stellung in seinem Testament noch gestärkt. Im Falle seines Todes wurden ihr bestimmte Rechte und Besitz in Barcelona, Ausona, Manresa und Girona garantiert.

## Regentin für Berengar Ramon I.
Nach dem Tod ihres Mannes war sie bis 1023 Regentin für ihren Sohn Berengar Ramon I. Neben wichtigen Kirchenmännern gehörte auch eine Reihe von einflussreichen Juristen zu ihren Anhängern und Unterstützern. Hinzu kam eine Reihe von Adeligen.
Mit Hilfe von Roger I. de Tosny gelang es, die Piraterie, die vom muslimischen Reich Denia ausging, einzugrenzen. Denia hatte Tribut zu zahlen und es kam zu einem Bündnis. 
Nach der Volljährigkeit ihres Sohnes 1023 nahm sie weiter teil an der Herrschaft. Dies entsprach dem Willen ihres verstorbenen Mannes. In der Folge kam es zu Konflikten mit dem Sohn. Diese wurden durch einen Vergleich beendet. Die Mutter erhielt dabei eine Reihe von Burgen und die Verfügungsgewalt über Girona eingeräumt.

## Regentin für Ramon Berenguer
Der Sohn starb bereits 1035. Für ihren Enkel Ramon Berenguer übernahm Ermessenda ebenfalls die Regentschaft. In dieser Zeit erstarkte der Adel und baute seinen Einfluss zu Ungunsten des Grafenhauses aus. Dagegen verbündete sich Ermessenda mit hohen Kirchenvertretern und einigen Adeligen. Im Jahr 1041 kam es zum Konflikt mit ihrem Enkel um die Herrschaft. Sie zog sich in ihre Grafschaft Girona zurück. Dort war sie an der Abwehr von muslimischen Piraten beteiligt. Ihre wichtigsten Verbündeten und Berater, die Bischöfe Oliba und Pere, starben 1046 beziehungsweise 1050.

## Konflikt mit Ramon Berenguer
Nachdem Ramon Berenguer seine Frau Blanche von Narbonne verlassen hatte, um 1052 Almodis de la Marche zu heiraten, kam es erneut zum Konflikt zwischen Enkel und Großmutter. Ermessenda betrachtete die Heirat als unrechtmäßig. Diese wandte sich erfolgreich an Papst Victor II. und erreichte 1056 die Exkommunikation ihres Enkels. Sie stachelte die Barone zur Rebellion auf. Nach einer Zeit schwerer Konflikte zwischen beiden Seiten wurde 1057 eine Einigung erzielt. Die Gräfin verzichtete gegen eine hohe Geldzahlung auf ihre Herrschaftsrechte, schwor dem Grafenpaar die Treue und versprach sich für die Aufhebung der Exkommunikation einzusetzen. Danach zog sie sich auf ihre Güter zurück. 

## Förderin der Kirche
Neben ihren politischen Aktivitäten war Ermessenda von großer Bedeutung als Förderin der Kirche. Sie stiftete mehrere Klöster und förderte zusammen mit ihrem Bruder Pere den Bau der Kathedrale in Girona. Der Bau begann um 1015 und die Kirche wurde 1038 geweiht. Sie ist dort auch bestattet. Im 14. Jahrhundert ließ König Peter die Gräber von Ermessenda und ihres Enkels gotisch umgestalten. 